# 二甲苯草胺
二甲苯草胺是一种含氮有机化合物，化学式C
13H
18ClNO，能用作除草剂，1970年代由美国氰胺公司开发。它在大豆生长的土壤中会被代谢为2-(2,3-二甲基苯基)(异丙基)氨基-2-氧代乙酸。